# تشارلز هوارد (دبلوماسي)
تشارلز هوارد (و. 1629 – 1685 م) هو دبلوماسي، وسياسي من مملكة إنجلترا، كان عضوًا في الجمعية الملكية، ويحمل رتبة عسكرية فريق أول، توفي عن عمر يناهز 56 عاماً.

## مناصب
تولى منصب Lieutenant Governor of Jamaica ‏ (1678–1680)
- عضو مجلس النواب في البرلمان البريطاني
- سفير

.

## جوائز
حصل على جوائز منها:

زميل في الجمعية الملكية